# Александровка (Среднематрёнский сельсовет)
Алекса́ндровка — деревня Среднематрёнского сельсовета Добринского района Липецкой области.
Стоит на левом берегу реки Матрёнки. На противоположном берегу расположены деревни Коновка и Елизаветинка.
В Александровке есть улица Дружбы; это единственная улица деревни.

## Население
| 2010 |
| ---- |
| 50   |